# Тори Белечи
Салваторе Пол „Тори“ Белечи (на английски: Salvatore Paul „Tory“ Belleci) е американски моделист и телевизионен водещ.
Най-известен е като част от младшия екип на предаването на Discovery Channel „Ловци на митове“. Също така е работил в компанията „Индъстриъл Лайт Енд Меджик“ по филми като „Невидима заплаха“ и „Клонираните атакуват“. Той създава някои от бойните кораби и бързите мотори на Федерацията. Завършил е Щатския университет в Сан Франциско.